# Centropogon gamosepalus
Centropogon gamosepalus är en klockväxtart som beskrevs av Alexander Zahlbruckner. Centropogon gamosepalus ingår i släktet Centropogon och familjen klockväxter. Inga underarter finns listade i Catalogue of Life.